# 平江图

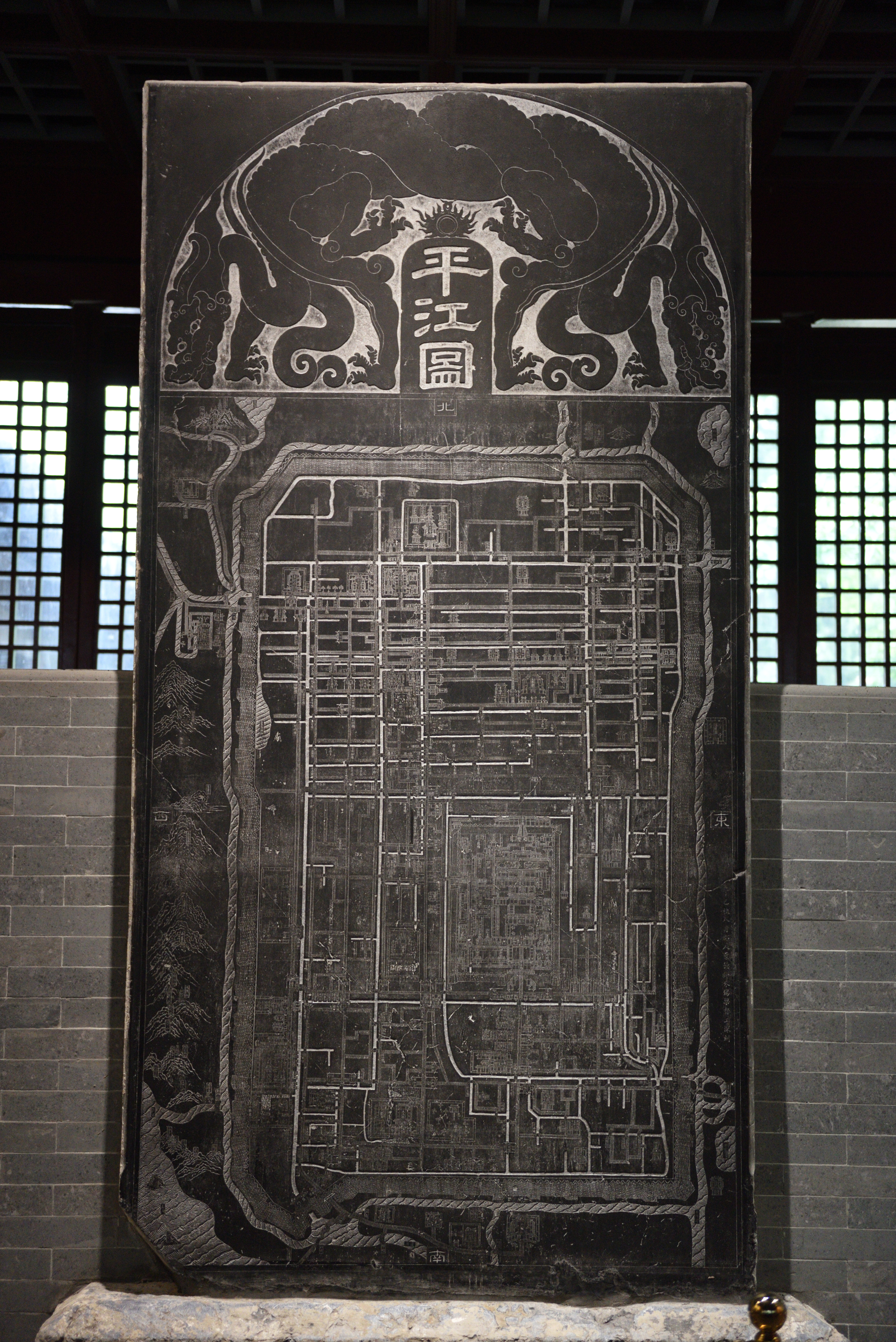
南宋《平江图》石碑（存于苏州碑刻博物馆）

《平江图》为宋代平江府府城，即苏州城（今江苏省苏州市主城区所在）的石刻地图。石碑刻制于南宋绍定二年（1229年）。原碑保存于苏州文庙（今苏州碑刻博物馆），长2.84米，宽1.46米，厚30厘米，单线阴刻。
《平江图》是中国现存最早的城市平面图，在研究中国古代城市和苏州城市发展方面具有重要价值。

## 历史
《平江图》原碑上并无记载镌刻年代，后近代学者王謇考证，《吴郡志序》及《吴郡志·官宇门》所记载绍定二年重建城市的章节中，凡春夏以前所建者在《平江图》中均有，而秋冬以后所建者则均无，因此断定《平江图》即刻于南宋绍定二年。

## 绘制
《平江图》采用南北方向约1:2500，东西方向约1:3000的比例尺，其绘制采用了中国传统的古代地图画法，将所表达对象的简洁形象绘制在平面位置上，构筑物与建筑物的外形轮廓、规模、立面造型等均作了生动的描绘。通过与苏州城的遗迹相对照，图上所绘的城市范围、道路、河道、桥梁以及建筑物的位置都是相对准确的，可见当时已经具有极高的测绘水平。

## 内容
《平江图》精致地描绘了当时平江府城的布局状况，从图上可以清晰地了解当时的城市结构、城市风貌及一些细部内容。其城市平面呈南北长东西短的长方形，共开有齐门、娄门、葑门、盘门、阊门五座城门，每座城门均同时绘制了陆门及水门，城外有宽阔的护城河。城中道路成方格形，其中主要的道路多为井字或丁字形相交，主要河道走向多与道路平行。其府治位于城市中央略偏东南，包括府院、厅司、兵营、住宅、库房和后面的花园，主要建筑物呈现明显的轴线关系，体现了当时地区政治军事中心的府州城市的特点。
在《平江图》中共标出桥梁359座，坊61个，巷264条，弄24条，寺观67座，其中许多街、巷、桥、坊的名称沿用至今。通过与1945年所拍摄的苏州城全景所对比可以发现，苏州的城址和水道长期没有发生较大变化。在苏州部分地区的考古勘探也证实了多数遗址和古建筑实物如玄妙观、罗汉院双塔等均与《平江图》所示相符，从而证明了苏州是在原址上不断重建的城市。一般认为，这与中国南方水网地区河道对于城市经济发展和人民生活所起的重要作用有关。